# Græsk landskildpadde
Den græske landskildpadde (Testudo hermanni) lever i den sydlige del af europa, mest i Grækenland og Italien.
Den befinder sig mest i græsområder hvor den lever af urter, græsser og blomster, men den kan dog godt finde på at spise snegle og ådsler. Holder man græsk landskildpadde i fangenskab bør man undgå at give den frugt da det er skadeligt for skildpadden.
Den bliver mellem 15 og 20 cm lang. Den ligner den mauriske landskildpadde og forveksles indimellem med denne, da de lever i samme områder.
Den græske landskildpadde er blevet indfanget i stort antal til vidresalg som kæledyr, men er i dag fredet. Den findes dog stadig i mange danske hjem.
Græsk landskildpadde kan med stor succes holdes på friland i Danmark i sommerhalvåret, da skildpadderne har stor gavn af frisk luft og solens ultraviolette UVA/UVB-lys. UVA/UVB-lyset fra solen danner D3-vitaminer som er nødvendige for at skildpadden kan optage den nødvendige kalk fra kosten.

## Klassifikation
- Slægt: Testudo
  - Underslægt: Testudo subg. Testudo
    - Art: Testudo (Testudo) hermanni
      - Underart: Testudo (Testudo) hermanni hermanni
      - Underart: Testudo (Testudo) hermanni robertmertensi